# Nastätten
Nastätten település Németországban, Rajna-vidék-Pfalz tartományban. Lakosainak száma 4445 fő (2023. december 31.).

## Népesség
A település népességének változása:
| Lakosok száma | 3031 | 4130 | 4199 | 4291 | 4409 | 4445 |
|               | 1975 | 2017 | 2019 | 2021 | 2022 | 2023 |